# Cerik (Albanija)
Cerik (alb. Cërriku) je grad u centralnoj Albaniji u okrugu Elbasan. Godine 1997. dogodio se Masakr u Ceriku.